# Lista portdrapelelor Azerbaidjanului la Jocurile Olimpice

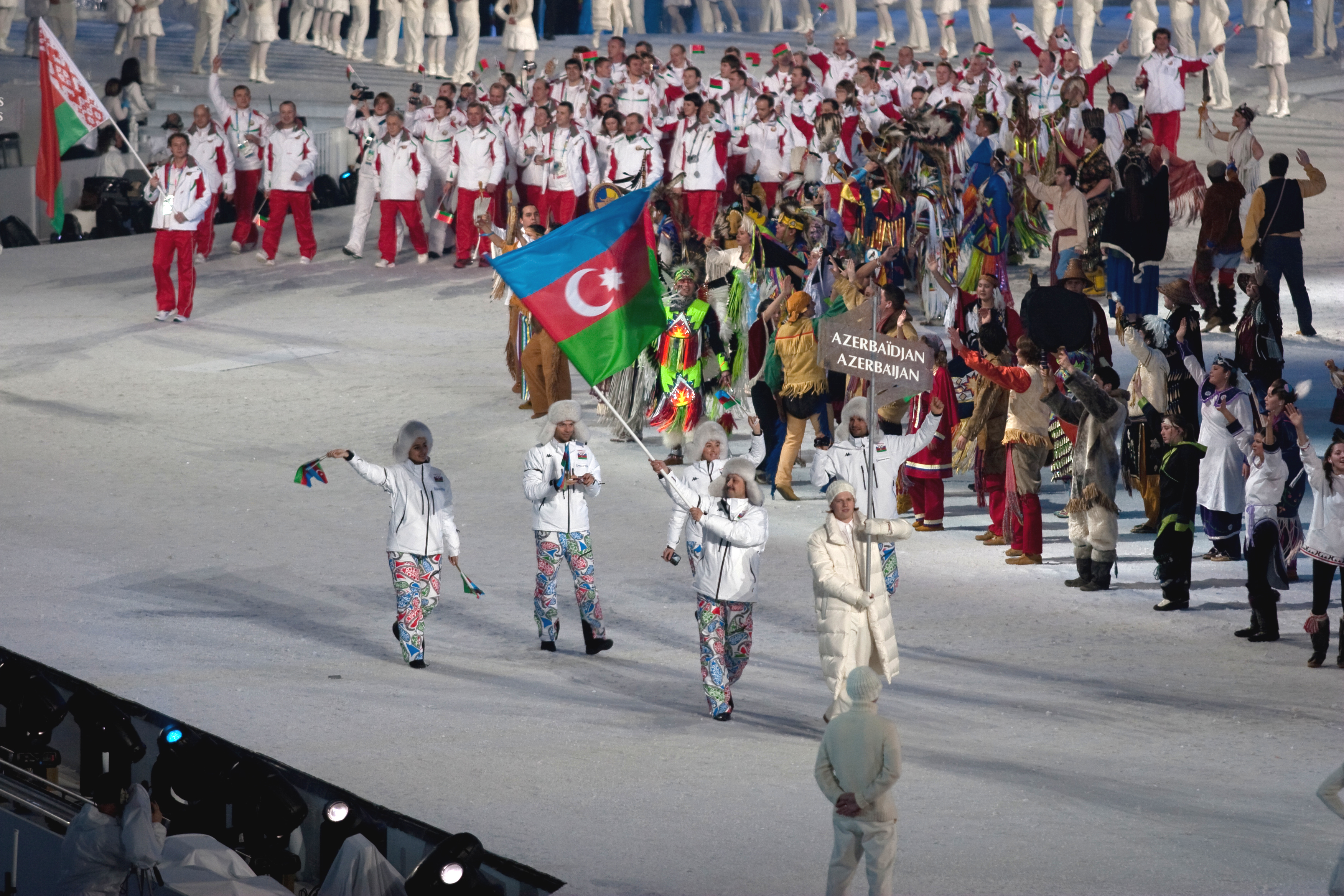
Delegația Azerbaidjanului la JO din 2010.

Aceasta este lista portdrapelelor care au reprezentat Azerbaidjan la Jocurile Olimpice.
Portdrapelele țin steagurile naționale ale țării lor la ceremoniile de deschidere și închidere ale Jocurilor Olimpice.
| #  | Anul Olimpiadei | Sezonul | Portdrapelul        | Sportul                     | Note  |
| -- | --------------- | ------- | ------------------- | --------------------------- | ----- |
| 14 | 2022            | Iarnă   | Vladimir Litvintsev | Patinaj artistic            | [ 2 ] |
| 13 | 2020            | Vară    | Farida Azizova      | Taekwondo                   | [ 3 ] |
| 13 | 2020            | Vară    | Rustam Orujov       | Judo                        | [ 3 ] |
| 12 | 2018            | Iarnă   | Patrick Brachner    | Schi alpin                  | [ 4 ] |
| 11 | 2016            | Vară    | Teymur Mammadov     | Box                         | [ 1 ] |
| 10 | 2014            | Iarnă   | Rahman Khalilov     | Oficial                     | [ 1 ] |
| 9  | 2012            | Vară    | Elnur Mammadli      | Judo                        | [ 1 ] |
| 8  | 2010            | Iarnă   | Fuad Guliyev        | Oficial de patinaj artistic | [ 1 ] |
| 7  | 2008            | Vară    | Farid Mansurov      | Lupte greco-romane          | [ 1 ] |
| 6  | 2006            | Iarnă   | Mikhail Rakimov     | Oficial                     | [ 1 ] |
| 5  | 2004            | Vară    | Nizami Paşayev      | Haltere                     | [ 1 ] |
| 4  | 2002            | Iarnă   | Sergey Rylov        | Patinaj artistic            | [ 1 ] |
| 3  | 2000            | Vară    | Namik Abdullayev    | Lupte libere                | [ 1 ] |
| 2  | 1998            | Iarnă   | Julia Vorobieva     | Patinaj artistic            | [ 1 ] |
| 1  | 1996            | Vară    | Nazim Hüseynov      | Judo                        | [ 1 ] |

## Articole asemănătoare
- Azerbaidjan la Jocurile Olimpice